# Стрельба в Осло (2022)
Инцидент со стрельбой в Осло, столице Норвегии, произошёл 25 июня 2022 года. В результате стрельбы были убиты два человека и двадцать один человек ранен. Полиция рассматривает инцидент как «акт исламистского терроризма», направленный на гей-прайд в Осло, организованный местным отделением Норвежской организации сексуального и гендерного разнообразия. Полиция арестовала Заниара Матапура, гражданина Норвегии родом из Ирана, проживающего в стране с 1991 года. Позже полиция подтвердила, что знала о подозреваемом с 2015 года и была обеспокоена тем, что он радикализировался и примкнул к неустановленной исламистской сети. В правоохранительных органах также заявили, что у него уже имелась «история насилия и угроз», а также проблемы с психическим здоровьем. Ему были предъявлены обвинения в убийстве, покушении на убийство и терроризме.

## Стрельба
Стрельба проходила в местах, связанных с Oslo Pride, местным мероприятием гей-прайда, организованным отделением Норвежской организации сексуального и гендерного разнообразия в Осло, накануне запланированного прайд-парада в Осло. Изначально стрельба произошла в London Pub, популярном гей-баре и ночном клубе. Присутствовавший при этом журналист Норвежской вещательной корпорации (NRK) заявил, что был свидетелем того, как мужчина пришёл с сумкой, затем взял оружие и начал стрелять. Журналист сначала подумал, что это пневматический пистолет, пока в соседнем баре не разбилось стекло. По словам одного из свидетелей, преступник кричал «Аллаху Акбар», когда начал стрелять.
Затем преступник переместился ещё в два близлежащих места: в бар Per på hjørnet и ресторан с едой на вынос. Полиция была вызвана в 01:15 по местному времени и прибыла через несколько минут. Подозреваемый был задержан через пять минут после нападения. От 80 до 100 человек спрятались в подвале паба во время нападения. Раненые лежали как внутри, так и снаружи бара, а полиция описала сцену как «хаотичную».

## Жертвы
Два человека были убиты и двадцать один ранены, десять из которых получили тяжелые ранения, а остальные одиннадцать получили лёгкие ранения. Погибшими оказались 60-летний мужчина, убитый в London Pub во время празднования гей-прайда, и 54-летний мужчина, убитый в баре Per på hjørnet. Оба погибших проживали в Беруме.
Университетская больница Осло сообщила, что после нападения она перешла в режим повышенной готовности. Десять человек получили медицинскую помощь с серьёзными травмами. По словам Эскила Педерсена, многие из присутствовавших в London Pub, в том числе и он сам, также находились на Утёйе во время бойни Андерса Беринга Брейвика.

## Расследование
На пресс-конференции 25 июня 2022 года полиция заявила, что, по их мнению, нападение может быть мотивировано ненавистью к ЛГБТ и направлено против Oslo Pride. Глава Комиссии по экстремизму при правительстве Норвегии Катрин Торлейфссон, а также Amnesty International связали стрельбу с учащением нападок на ЛГБТ-сообщество в Норвегии и Европе как на экстремистских интернет-форумах, так и в социальных сетях.
Адвокат Заниара Матапура Джон Кристиан Элден заявил, что допросы Матапура были приостановлены, в связи с тем, что Матапур опасается манипуляции со стороны полиции. Элден рассказал Aftenposten, что Матапур боится того, что полиция подменит записанные ленты, и требует, чтобы всё было записано. Элден подтвердил, что Матапур будет допрошен в воскресенье утром, хотя позже было подтверждено, что он отказался явиться на допрос, добавив дополнительное требование — чтобы его допрос был полностью обнародован.

## Подозреваемый

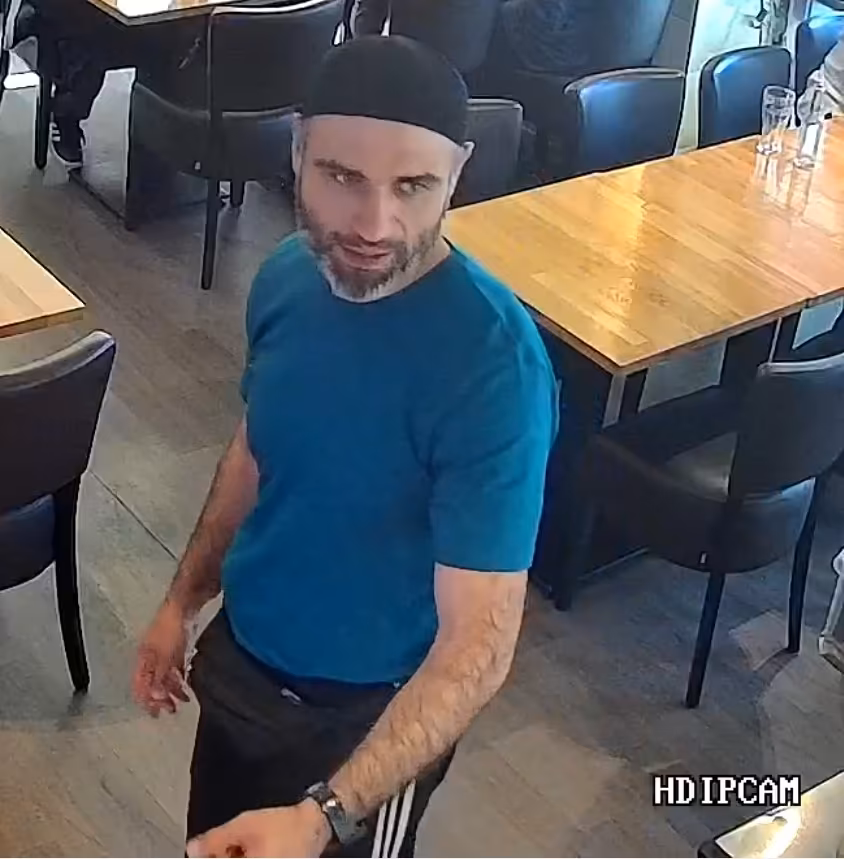
Матапур сфотографирован в ресторане в Осло, приблизительно за девять часов до стрельбы.

Подозреваемый идентифицирован как 42-летний норвежский перс Заниар Матапур, который переехал из Ирана в Норвегию в 1991 году, когда ему было 12 лет. Ему были предъявлены обвинения в убийстве, покушении на убийство и террористических актах.
По данным NRK, Матапур был в контакте с Арфаном Бхатти, исламистским экстремистом, несколько раз судимым за насилие. 14 июня Бхатти, которого в прошлом также представлял Элден, разместил в Facebook горящий радужный флаг с надписью, призывающей к убийству ЛГБТ. Бхатти является ведущей фигурой в салафитско-джихадистской организации «Проповедники Умма» (норв. Profetens Ummah), которая вербует людей для Исламского государства. Verdens Gang сообщила, что Матапур был остановлен полицией в апреле, когда он находился в одной машине с Бхатти. Позже полиция подтвердила, что знала о подозреваемом с 2015 года, полагая, что он радикализировался в сторону исламского экстремизма.
У Матапура было обширное криминальное прошлое из-за преступлений, связанных с наркотиками и нападениями, но, по словам норвежского прокурора, до нападения он получил лишь «незначительные судимости». Его мать сказала, что ранее у него диагностировали параноидальную шизофрению.

## Последствия
Прайд-парад и связанные с ним мероприятия, запланированные на проведение в Осло, были отменены после стрельбы. Комиссар национальной полиции Бенедикт Бьернланд заявила в своём заявлении, что все прайд-мероприятия в Норвегии должны быть отложены, поскольку исламистские экстремисты считают ЛГБТ-сообщество «врагом». Полиция также посоветовала людям праздновать гей-прайд небольшими группами. Несмотря на предупреждения, несколько тысяч человек всё же посетили импровизированный парад с вооруженной полицией во главе и возложили радужные флаги, а также цветы в London Pub.
Комиссар национальной полиции Мари Бенедикт Бьёрнланд объявила о временном общенациональном вооружении полицейских в Норвегии. Кроме того, Норвегия ввела самый высокий уровень террористической опасности, хотя Служба безопасности норвежской полиции не имела «никаких признаков» того, что дальнейшие теракты могут произойти.

## Реакция

### Внутри страны

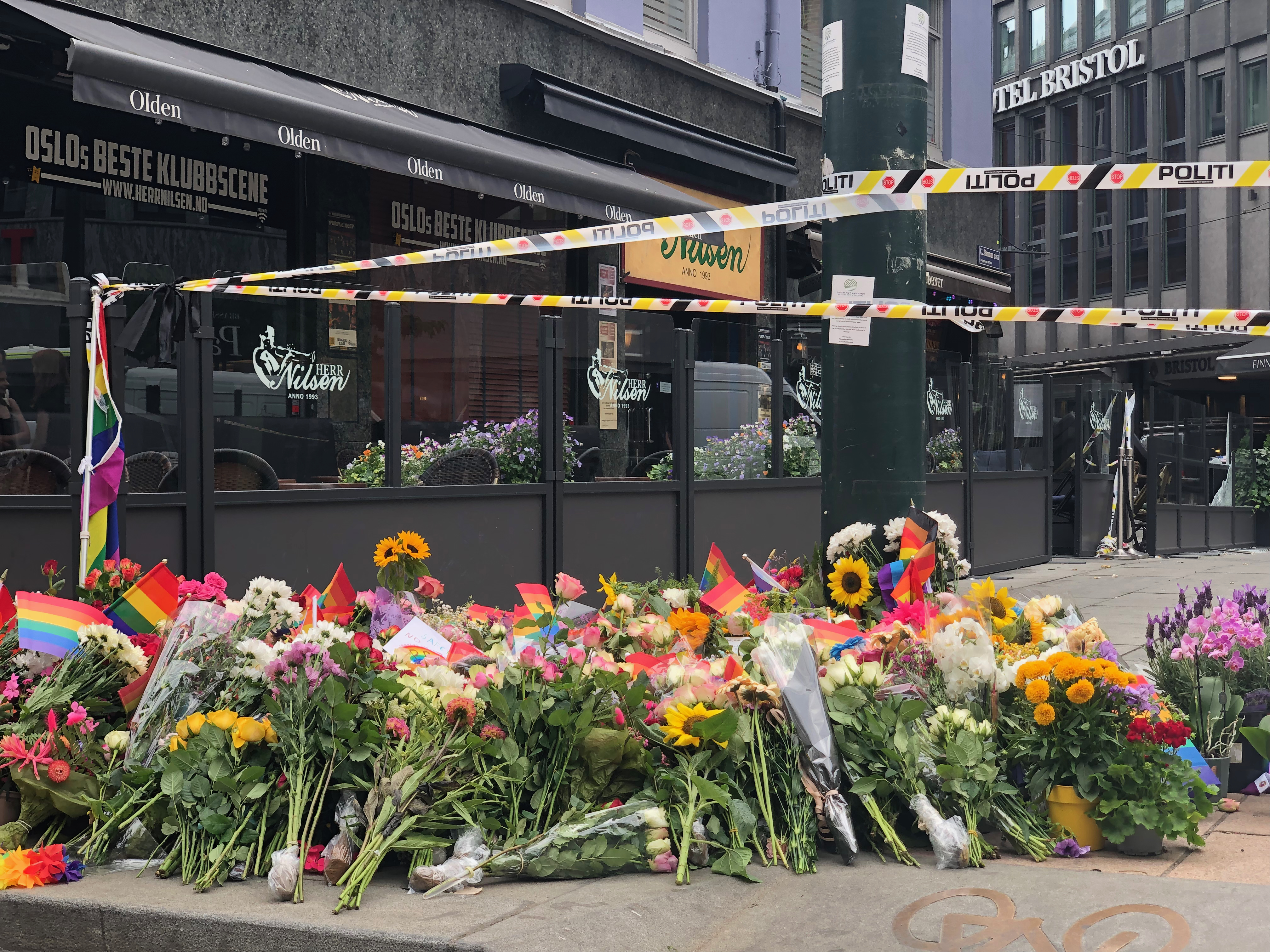
Скорбящие возложили цветы с радужными флагами к соседнему от места стрельбы джаз-клубу в день, когда произошёл инцидент.

Премьер-министр Норвегии Йонас Гар Стёре назвал стрельбу «ужасным нападением на невинных людей» и выразил солидарность с ЛГБТ-сообществом. Он добавил, что борьба с ненавистью ещё не окончена, но её можно преодолеть вместе. Стёре повторил, что, хотя у преступника были исламистские мотивы, нападение произошло по вине человека, а не мусульманской общины Норвегии.
Председатель норвежского парламента Масуд Гараххани, норвежец иранского происхождения, заявил: «Это прискорбно и неприемлемо, что такое жестокое нападение может произойти».
Король Харальд V заявил, что нападения напугали королевскую семью, и выразил необходимость объединиться, чтобы защитить свободу и разнообразие. Точно так же наследный принц Хокон заявил, что Норвегии необходимо защищать право «любить кого угодно».
Епископ Олав Фиксе Твейт, пресвитер Норвежской церкви, выразил уверенность, что после нападения любовь обретёт новую силу.

### Международная
Многие лидеры других стран были шокированы и выразили соболезнования; некоторые, такие как президент Франции Эммануэль Макрон, призывали людей объединяться. Урсула фон дер Ляйен, председатель Европейской комиссии, заявила, что она была шокирована нападением. Президент Финляндии Саули Ниинистё и премьер-министр Финляндии Санна Марин выразили соболезнования в Твиттере (Х)  и осудили все формы терроризма.
Представитель Белого дома Джон Кёрби заявил, что Белый дом был «в ужасе» от стрельбы. Также он выразил солидарность с Норвегией и ЛГБТ-сообществом.